# أوجينيا تشارلز
ماري أوجينيا تشارلز (بالإنجليزية: Mary Eugenia Charles) هي سياسية ومحامية دومينيكية ولدت في يوم 15 مايو 1919 في جزيرة دومينيكا. أكملت دراسة القانون في جامعة تورنتو. شغلت منصب رئيسة وزراء دومينيكا من سنة 1980 إلى سنة 1995، وهي أكثر من شغل هذا المنصب. توفيت في سنة 2005. لقبت بسيدة الكاريبي الحديدية.

## رئيس الوزراء
أصبح تشارلز رئيسًا للوزراء عندما فاز حزب حرية دومينيكا بالانتخابات العامة عام 1980. وكان هذا أول انتصار من نوعه للحزب.